# Haven (petroliera)
La Haven, varata originariamente con il nome di Amoco Milford Haven (indicata anche come M/C Amoco Milford Haven o M/C Haven), è stata una superpetroliera VLCC cipriota da 232.166 tonnellate di portata lorda. Varata nel 1973 ed inizialmente di proprietà della compagnia petrolifera statunitense Amoco, venne ceduta nel 1988 alla Troodos Shipping, compagnia diretta dall'armatore cipriota Lucas Haji-Ioannou e suo figlio Stelios Haji-Ioannou.
L'11 aprile 1991 la petroliera Haven naufragò nel golfo di Genova, provocando la morte di cinque membri dell'equipaggio e causando la perdita di migliaia di tonnellate di petrolio.

## Storia

### Il bombardamento
Nel 1988 la nave fu colpita nel golfo Persico da un missile Exocet sparato da una nave da guerra iraniana, riportando gravi danni allo scafo.
Fu riparata tra il 1988 ed il 1990 a Singapore.
Dopo le riparazioni la nave fece un solo viaggio, giungendo nei pressi di Genova, a sei miglia al largo del Porto Petroli di Genova Multedo, dove rimase alcuni giorni per lo scarico di parte del greggio trasportato.

### L'incidente di Genova Voltri
Il naufragio della petroliera Haven è stato un grave incidente marittimo, avvenuto l'11 aprile 1991 nel tratto di mare davanti a Voltri, quartiere di Genova, e causato da una grande esplosione avvenuta a bordo. Al seguito della esplosione si ebbe l'incendio del combustibile trasportato dalla nave, che venne riversato in fiamme sul mare dalle cisterne esplose.
Dopo la fase iniziale di incendio del combustibile versato in mare, la nave venne trainata al largo di Arenzano; per una fortunata serie di coincidenze (mare calmo, assenza di vento), la maggior parte del combustibile fu esaurito dalla combustione durata più giorni. In seguito il relitto affondò, e si trova su un fondale di circa 85 metri nelle acque antistanti Arenzano. 
Si tratta del più grande relitto visitabile da subacquei del Mediterraneo, e uno dei più grandi al mondo. L'affondamento causò la perdita di migliaia di tonnellate di petrolio che almeno in parte, nelle sue componenti più dense, ancora oggi permangono nei fondali marini antistanti Genova.

## Navi gemelle
La Haven, originariamente varata come Amoco Milford Haven, apparteneva a una serie di superpetroliere costruite per la compagnia statunitense Amoco. Le sue vere navi gemelle erano:
- Amoco Cadiz, affondata il 16 marzo 1978 al largo delle coste bretoni, causando una delle più gravi maree nere della storia.
- Amoco Europa e Amoco Singapore, petroliere della stessa classe costruttiva.

Sebbene le navi María Alejandra ed Mycene siano state costruite nello stesso cantiere navale e abbiano subito incidenti simili, non risultano essere gemelle dirette della Haven.

## Esplorazione subacquea

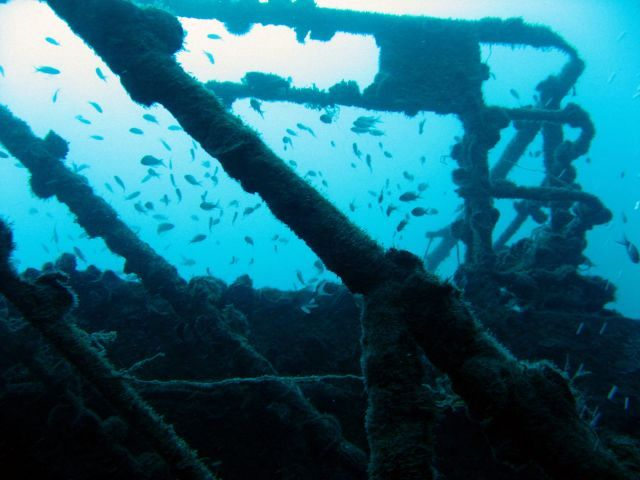
Dettaglio del castello del relitto della nave: scala di poppa, 37 m.

Il relitto può essere visitato in due modi: in configurazione ricreativa fino a 40 metri, o tecnica in miscela Trimix (normalmente TX21/35 fino a 50 metri,  TX18/45 fino a 60 metri e TX15/55 fino a 80).

L'immersione ricreativa, raramente eseguibile in curva di sicurezza in quanto il tempo di fondo sarebbe di soli 10 minuti, è comunque limitante per la visita del relitto, che necessita invece di circa 20-25 minuti tra i 40 e 45 metri. In configurazione tecnica, ma sempre in aria, il relitto viene visitato, con guida subacquea, anche fino a 60 metri, con bombole da fianco in EAN50 e/o Ossigeno puro: il tempo di fondo rimane sui 20 minuti, permettendo però un tempo totale di circa 60 minuti.
La Haven è sottoposta a regime di area protetta dalla capitaneria di porto di Genova e alla relativa ordinanza n. 305 del 28 settembre 1999, che regola le immersioni sul relitto e l'accesso. Tale disposizione prevede la possibilità di immergersi, se in possesso del brevetto corrispondente alla propria quota di immersione, solo ed esclusivamente con barca d'appoggio accompagnati da una guida iscritta al registro della Regione Liguria: a partire da gennaio 2011 la Regione Liguria ha abolito l'elenco regionale degli operatori subacquei, sezione guide.  Non è pertanto più necessaria alcuna iscrizione presso tale registro per poter essere guida subacquea. I requisiti attuali per poter accompagnare come guida subacquea richiedono ora una certificazione minima di Dive Master di qualunque didattica riconosciuta (oppure un brevetto CMAS tre stelle), purché in stato attivo ed una assicurazione per attività sportiva subacquea; non è espressamente richiesto alcun esame medico, ma viene consigliata dai diving la usuale visita annuale. Le guide subacquee vengono comunque spesso messe a disposizione dai centri immersione della zona, se non si è certificati. Sul relitto HAVEN il rapporto sub per guida rimane di 3 sub a 1 guida; sulle altre aree marine della regione Liguria (Riserva marina di Portofino e relitti) esso rimane di 5 sub a 1 guida.
Lo scafo si presenta oggi ormai completamente colonizzato da una ricca fauna bentonica. Nel corso dei 30 anni passati in immersione, il ripopolamento ha raggiunto il suo punto di stabilizzazione tra le specie bentoniche. Il relitto giace in assetto di navigazione ed è interamente visitabile, sia in lunghezza che in penetrazione (7 ponti, tra i 40 e 75 metri, e l'intera area della sala macchine, dai 65 m).
Nel corso degli anni la sezione poppiera, sita dietro il castello che ospita i grandi argani e le bitte di ancoraggio, ora fortemente inclinate di 50 gradi verso l'interno, è gradualmente collassata: la coperta si inclina qui verso il centro della poppa, implodendo e formando una depressione che raggiunge ormai i 61 metri al punto centrale poppiero, in corrispondenza della verticale del timone. Il regolare monitoraggio strutturale del relitto, diretto dalle autorità competenti in collaborazione con l'università di Genova,  include di solito anche il controllo di tali lente ma inesorabili modifiche dello scafo. Alcune parti metalliche interne col tempo si sono assottigliate, per cui sono necessarie alcune modifiche ai criteri di penetrazione in alcuni ponti (essenzialmente si tratta di non toccare nulla ai passaggi): la tecnica di penetrazione con "Frog Kick" e minimalismo delle attrezzature è attualmente la più adatta a tali ambienti ristretti e bui.

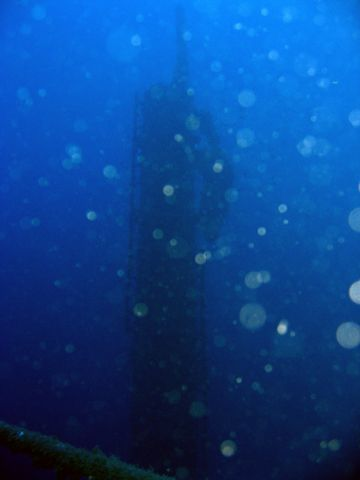
Il bigo di carico di dritta della nave, 30-54 m.

Tutta la lunghezza della prua è percorribile per circa 150 metri, con un tempo di fondo minimo per andata e ritorno di circa 25 minuti a 54 metri.
In navigazione a prua si può seguire, per orientarsi, la rete dei tubi di flusso del petrolio, di coperta (tra 54 e 56 metri), sia in andata che in ritorno: l'estrema punta della prua, posatasi a 470 metri di profondità a seguito del distacco avvenuto il 11 aprile 1991 durante le operazioni di rimorchio è invece inaccessibile. La parte anteriore della Haven termina con un taglio verticale, frastagliato, di tutta la parte prodiera, e rende possibile l'accesso a prua, da 60 a 80 metri, dell'intera smisurata cavità interna, larga 52 metri e alta 20 metri: essa permette la penetrazione, in completa oscurità, all'interno degli enormi serbatoi di stoccaggio del petrolio, che sono divisi in grandi camere. L'esplorazione di questa sezione è strettamente riservata a immersioni in miscela ipossica e ad un alto grado di addestramento subacqueo, e viene raramente eseguita.

### Primato di relitto più grande
La Haven è il più grande relitto visitabile da subacquei del Mediterraneo.
Alcune fonti la indicano come il più grande relitto al mondo visitabile da subacquei.